# Phalacrotophora subnigrita
Phalacrotophora subnigrita är en tvåvingeart som beskrevs av Rudolf Beyer 1965. Phalacrotophora subnigrita ingår i släktet Phalacrotophora och familjen puckelflugor. Inga underarter finns listade i Catalogue of Life.